# Нейтан спешит на выручку
«Нейтан спешит на выручку» (англ. Nathan for You) — американский сатирический документальный комедийный телесериал с канадским комиком Нейтаном Филдером в главной роли. Сериал был создан Филдером и Майклом Команом, премьера состоялась 28 февраля 2013 года на кабельном канале Comedy Central.
Сериал основан на том, что Филдер играет ненастоящую версию самого себя и пытается использовать свой прошлый опыт в бизнесе, чтобы помочь компаниям и людям. Он часто предлагает необычные и непомерно дорогие стратегии продвижения, пародируя методы консультантов по маркетингу и менеджменту.
Сериал продолжался четыре сезона. В октябре 2018 года руководство канала Comedy Central подтвердило, что «Нейтан спешит на выручку» закончился, так как Нейтан Филдер решил сосредоточиться на других проектах.

## Основная идея
В центре сюжета сериала — Нейтан Филдер, выпускник бизнес-школы и консультант, чья цель — помогать предприятиям, испытывающим трудности в ведении бизнеса. Его маркетинговые предложения часто бывают необычными, но тщательно продуманными. Одна из самых продолжительных сюжетных линий сериала касается Филдера и его социальной тревожности. На протяжении всех серий его уверенность в себе ослабевает. В первом сезоне сериала Нейтан Филдер не осознаёт, что людям не нравится его присутствие рядом с ними. Персонаж основан на реальной жизни Филдера и его собственной борьбе с социальной тревожностью; он отметил, что хотел, чтобы персонаж «казался не комедийным», а таким, который передавал бы «самые искренние моменты, связанные с ним самим».

## Производство
Сериал «Нейтан спешит на выручку» был создан Нейтаном Филдером и Майклом Команом. Сериал был создан на основе 22-минутного эпизода «Нейтан на твоей стороне» канадского новостного сатирического сериала «В одном часе — 22 минуты»(с англ. — «This Hour Has 22 Minutes»), в котором Филдер сыграл защитника прав потребителей. Шоу закрылось после отмены сериала «У Джона Бенджамина есть фургон (с англ. — «Jon Benjamin Has a Van»)», в котором Нейтан Филдер также был и сценаристом, и актёром. Частично источником вдохновения для сериала послужил интерес Филдера к явлению ипотечного кризиса, и то, как он обнаружил, что это связано с «теми самыми личными моментами между людьми, когда кто-то чувствует, что что-то не так, но не хочет говорить об этом».

## История
Премьерный показ сериала собрал 354 000 зрителей, а на втором эпизоде число зрителей увеличилось до 570 000. 13 марта 2013 года в эфир вышел обзорный эпизод шоу после выпуска эпизода ситкома «Трудоголики», который ещё больше увеличил количество зрителей до 615 000. Следующий эпизод от 14 марта смотрело 428 000 зрителей, а эпизод от 21 марта — 394 000. 26 апреля 2013 года телеканал Comedy Central продлил сериал на второй сезон из 8 серий. Премьера 3-го сезона состоялась 15 октября 2015 года. Comedy Central продлил сериал на четвёртый сезон 10 декабря 2015 года. Премьера четвёртого сезона состоялась 28 сентября 2017 года, ему предшествовал часовой специальный выпуск «Нейтан спешит на выручку: празднование», который вышел в эфир неделей ранее. В июне 2018 года было объявлено, что «Нейтан спешит на выручку» будет транслироваться на стриминговом сервисе Hulu.

## Внимание СМИ
Несколько случаев в сериале привлекли внимание средств массовой информации. Один из них, в частности, произошёл ещё до премьеры сериала.

### Герой контактного зоопарка
Во втором эпизоде первого сезона Нейтен Филдер и съёмочная группа попытались повысить популярность калифорнийского контактного зоопарка, превратив одну из своих свиней в знаменитость, сняв фальшивое видео о свинье (на самом деле это была дрессированная свинья-дублёр, которая проходила под водой по дорожке с пластиковыми стенками), спасающей козу, которая застряла в пруду. Филдер заставил съёмочную группу подписать соглашение о неразглашении, чтобы сохранить всё в тайне.
Нейтен Филдер загрузил видео на видеохостинг YouTube в сентябре 2012 года под ником «jebdogrpm». Он назвал видео «Свинья спасает козлёнка» и дал ему простое описание: «Свинья спасает козлёнка, у которого нога застряла под водой в контактном зоопарке. Просто потрясающе». Филдер не предпринял никаких усилий для продвижения видео, но обнаружил, что такие сайты, как Gawker и Reddit, быстро начали публиковать видео повторно. Затем ролик был показан в различных национальных новостных передачах, включая NBC Nightly News, Today и Good Morning America.
Мистификация была окончательно раскрыта в феврале 2013 года перед премьерой сериала. К тому времени видео набрало семь миллионов просмотров. В интервью с газетой The New York Times Филдер поразился тому, как крупные СМИ распространили это видео: «Если бы мы пытались устроить в новостях тщательно продуманную мистификацию, я думаю, мы могли бы пойти дальше. Но мы этого не сделали. Нам показалось интересным, что люди делятся этим видео, а мы ничего не говорим». По состоянию на август 2024 года, видео набрало более 11 миллионов просмотров.

### «Тупой Старбакс»
В Лос-Фелисе 7 февраля 2014 года открылась кофейня под названием «Тупой Старбакс». Магазин был очень похож на сеть кофеен Starbucks и использовал изменённую версию их логотипа. В названиях всех его продуктов была приписка «тупой», а в магазине продавались компакт-диски, имитирующие настоящие продукты Starbucks. Магазин утверждал, что на самом деле это была художественная галерея по «юридическим причинам», потому что «добавляя слово „тупой“, мы технически „высмеиваем“ Starbucks, что позволяет нам использовать их торговую марку в соответствии с правовой доктриной, известной как „добросовестное использование“».
В следующий понедельник на пресс-конференции, состоявшейся в «Тупом Старбаксе», стало известно, что магазин был создан в рамках шоу «Нейтан спешит на выручку». До того, как о нём стало известно, некоторые посетители думали, что магазин был создан Бэнкси.

### Cry Wolfe
Появление частного детектива Брайана Вулфа в восьмом эпизоде первого сезона шоу привело к тому, что Вулф запустил свой собственный реалити-сериал «Cry Wolfe» на платном телеканале Investigation Discovery. Об этом говорилось в «Нейтан спешит на выручку» в восьмом эпизоде второго сезона, когда Нейтан пытался заключить аналогичный контракт на реалити-шоу для охранника, который тоже появлялся в первом сезоне.

## Эпизоды
| Сезон       | Количество эпизодов | Выход в эфир     | Выход в эфир     |
| Сезон       | Количество эпизодов | Первый показ     | Последний показ  |
| ----------- | ------------------- | ---------------- | ---------------- |
| 1           | 8                   | 28 февраля 2013  | 18 апреля 2013   |
| 2           | 8                   | 1 июля 2014      | 19 августа 2014  |
| 3           | 8                   | 15 октября 2015  | 10 декабря 2015  |
| Спец-выпуск | Спец-выпуск         | 21 сентября 2017 | 21 сентября 2017 |
| 4           | 7                   | 28 сентября 2017 | 9 ноября 2017    |

## Критика и отзывы
«Нейтан спешит на выручку» получил положительные отзывы критиков. На сайте-агрегаторе отзывов Rotten Tomatoes рейтинг критиков первого сезона составляет 89 % при средней оценке 8/10, основанной на 9 отзывах. Второй сезон получил 100 % оценку со средним рейтингом 8,3 из 10, основанную на 10 рецензиях. Третий сезон имеет рейтинг одобрения 100 % со средним рейтингом 9,6/10, основанный на 12 отзывах. Рейтинг одобрения четвёртого сезона составляет 100 % при средней оценке 9/10, основанной на 14 отзывах.
Нил Генцлингер из The New York Times назвал его «телесериалом с самым острым взглядом на экономику 21-го века», похвалив Нейтана Филдера за то, что он «пролил свет на связь между экономикой и абсурдом». Джон Торп из The Guardian назвал главную идею шоу «гениальной», обнаружив, что она представляет собой «острую, как бритва, сатиру на меркантильность с удивительной долей подлинного пафоса». Уилла Паскин из Slate описала шоу как «блестящее, увлекательное и неуютное». Обладатель премии «Оскар» режиссёр Эррол Моррис назвал финал четвёртого сезона «непостижимо великолепным». Стив Грин из IndieWire назвал «Нейтан спешит на выручку» величайшим реалити-шоу из когда-либо созданных.

## Награды
Сериал получил награду за категорию «Лучшее скетчевое варьете» на премия Гильдии сценаристов США в 2019 году и был номинирован в той же категории на церемониях в 2017 и 2018 годах. На церемонии вручения премии Гильдии сценаристов США в 2018 году фильм получил ещё одну номинацию на категорию «Лучший сценарий комедийно-развлекательного спецвыпуска» за спецвыпуск «Нейтан спешит на выручку: празднование». «Нейтан спешит на выручку» был включён в списки лучших шоу 2010-х годов средств массовой информации Paste, The A. V. Club, IndieWire, GQ, Stuff, /Film, Consequence, Film School Rejects и GamesRadar+.
В 2021 году газета «The New York Times» назвала шоу одним из лучших комедийных сериалов 21 века.